# Betül Kaçar
Betül Kacar (Istambul, 1983) é uma astrobióloga turca, professor assistente de astrobiologia na Universidade do Arizona. Dirige um Centro de Pesquisa Astrobiológica da NASA que explora os atributos essenciais da vida, suas origens e como devem moldar nossas noções de habitabilidade e a busca por vida em outros mundos.

## Formação e carreira
Nasceu em Istanbul. Foi a primeira mulher em sua família a receber educação formal. Estudou química na Universidade de Mármara. Recebeu uma bolsa de graduação do Instituto Médico Howard Hughes para passar um verão conduzindo pesquisas científicas na Universidade Emory estudando química orgânica. Voltou para a Universidade Emory em 2004, e obteve um PhD em química biomolecular em 2010 na relação estrutura-função enzimática. Fez a transição para estudar as origens da vida após o doutorado. Foi nomeada como pós-doutoranda da NASA no Instituto de Tecnologia da Geórgia em 2010. Recebeu uma bolsa de estudos da NASA em 2011, seguida por financiamento do NASA Astrobiology Institute em 2013. Ingressou na Universidade Harvard em 2014, onde liderou um grupo de pesquisa independente como membro do Departamento de Biologia Organísmica e Evolutiva. Em 2015 recebeu uma bolsa da Fundação John Templeton e tornou-se membro da Harvard Origins Initiative. Foi nomeada NASA Early Career Faculty Fellow em 2019. Em 2020 recebeu uma bolsa Scialog por seus estudos sobre a vida no universo pela Research Corporation and Science Advancement.

## Pesquisa
Suas pesquisas abrangem as origens da vida, a evolução inicial, a vida no universo e como os mecanismos moleculares da evolução podem ser compreendidos. Ela atualmente lidera um Centro de Astrobiologia da NASA em paleobiologia molecular para entender planetas alienígenas e vida antiga. É a primeira mulher turca e a mais jovem cientista a liderar um centro de pesquisa da NASA. Foi a primeira a ressuscitar um gene antigo dentro de um genoma microbiano moderno. Ela cunhou o termo paleofenótipo, reconstruindo e examinando a história evolutiva de componentes contemporâneos e, em seguida, amarrando seus fenótipos em bioassinaturas para fornecer uma visão das inovações que são baseadas no registro em rochas e, portanto, no contexto geológico e ecológico. Em 2020 propôs uma possível aplicação da química prebiótica, a protospermia, enviando a capacidade química para que a vida emergisse em outro corpo planetário. Sua equipe de pesquisa definiu "estagnação evolutiva" como um mecanismo evolutivo para evitar que um módulo alcance seu pico de desempenho local e, assim, impor uma carga genética, ou seja, o organismo que carrega um módulo estagnado sofre um custo de adequação em relação a um organismo cujo módulo de desempenho é ótimo.
É professora da Universidade do Arizona, nos Departamentos de Astronomia, Laboratório Lunar e Planetário e Biologia Molecular e Celular. Também é professora associada do Earth–Life Science Institute no Instituto Tecnológico de Tóquio. Ela foi descrita como um "membro proeminente" do NASA Astrobiology Institute. Recebeu mais de US$ 9 milhões em recursos como investigadora principal.

## Trabalho comunitário
É co-fundadora da única rede de alcance e base da astrobiologia SAGANet que suporta professores e alunos em pesquisa em astrobiologia em todo o mundo. Em 2011 tornou-se membro do Blue Marble Space Institute of Science. Anteriormente fez parte da Global Science Coordinator for ELSI Origins Network, com o objetivo de aumentar a participação de cientistas pesquisadores em início de carreira no campo das origens da vida. Ela discutiu a descoberta de vida alienígena no SXSW em 2020. Fechou parceria com a UN Women Generation Equality Campaign 2020 para apoiar a educação de meninas e mulheres em todo o mundo.